# David Vaughan
David Owen Vaughan (Abergele, 18 de fevereiro de 1983) é um ex-futebolista profissional galês que atuava como volante.

## Carreira
David Vaughan fez parte do elenco da Seleção Galesa de Futebol da Eurocopa de 2016.